# 59e cérémonie des British Academy Television Awards
Pour la cérémonie des BAFTAs récompensant le cinéma, voir la 65e cérémonie des British Academy Film Awards.
La 59e cérémonie des British Academy Television Awards, s'est déroulée le 27 mai 2012. Elle a été organisée par la British Academy of Film and Television Arts, récompensant les programmes diffusés à la télévision britannique au cours de la saison 2011-2012.
Les nominations ont été annoncées le 24 avril 2012.

## Palmarès

### Interprétation

#### Meilleur acteur
- Dominic West pour le rôle de Fred West dans Appropriate Adult
  - Benedict Cumberbatch pour le rôle de Sherlock Holmes dans Sherlock
  - Joseph Gilgun pour le rôle de Woody dans This Is England '88
  - John Simm pour le rôle de Tom dans Exile

#### Meilleure actrice
- Emily Watson pour le rôle de Janet Leach dans Une femme de confiance
  - Romola Garai pour le rôle de Sugar dans The Crimson Petal and the White
  - Nadine Marshall pour le rôle de Sarah Burton dans Random
  - Vicky McClure pour le rôle de Lol dans This Is England '88

#### Meilleur acteur dans un second rôle
- Andrew Scott pour le rôle de Jim Moriarty dans Sherlock
  - Martin Freeman pour le rôle de John Watson dans Sherlock
  - Joseph Mawle pour le rôle de Jack Firebrace dans Birdsong
  - Stephen Rea pour le rôle de Gatehouse dans The Shadow Line

#### Meilleure actrice dans un second rôle
- Monica Dolan pour le rôle de Rose West dans Une femme de confiance
  - Anna Chancellor pour le rôle de Lix Storm dans The Hour
  - Miranda Hart pour le rôle de Chummy Browne dans Call the Midwife
  - Maggie Smith pour le rôle de Violet, comtesse douairière de Grantham dans Downton Abbey

#### Meilleure interprétation dans un divertissement
- Graham Norton dans The Graham Norton Show
  - Alan Carr dans Alan Carr : Chatty Man
  - Harry Hill dans Harry Hill's TV Burp
  - Dara O'Briain dans Mock the Week

#### Meilleure interprétation masculine dans un rôle comique
- Darren Boyd dans Spy
  - Hugh Bonneville dans Twenty Twelve
  - Tom Hollander dans Rev.
  - Brendan O'Carroll dans Mrs. Brown's Boys

#### Meilleure interprétation féminine dans un rôle comique
- Jennifer Saunders dans Absolutely Fabulous
  - Olivia Colman dans Twenty Twelve
  - Tamsin Greig dans Friday Night Dinner
  - Ruth Jones dans Stella

### Drames

#### Meilleure série dramatique
- The Fades
  - MI-5 (Spooks)
  - Scott and Bailey
  - Misfits

#### Meilleur téléfilm dramatique
- Random
  - Holy Flying Circus
  - Page Eight
  - Stolen

#### Meilleure mini-série dramatique
- This Is England '88
  - Une femme de confiance
  - The Crimson Petal and the White
  - Top Boy

#### Meilleur feuilleton dramatique
- Coronation Street
  - EastEnders
  - Holby City
  - Shameless

### Comédies

#### Meilleure sitcom
- Mrs. Brown's Boys
  - Fresh Meat
  - Friday Night Dinner
  - Rev.

#### Meilleure série comique
- Stewart Lee's Comedy Vehicle
  - Charlie Brooker's 2011 Wipe
  - Comic Strip: The Hunt for Tony Blair
  - The Cricklewood Greats

### Autres

#### Meilleure série internationale
- Borgen, une femme au pouvoir (Borgen)
  - Modern Family
  - The Killing II (Forbrydelsen)
  - La Gifle (The Slap)

#### You Tube Audience Award
- Celebrity Juice
  - Educating Essex
  - Fresh Meat
  - Frozen Planet
  - Sherlock
  - The Great British Bake Off

### BAFTA Fellowship
- Rolf Harris

### Special Award
- Steven Moffat